# Villanueva de Perales
Villanueva de Perales er en by og kommune i det centrale Spanien i Madrid-regionen. Den har et indbyggertal på 1.674 (2024) indbyggere.